# Championnats d'Amérique du Sud d'athlétisme 1965
Navigation
Cali 1963 Buenos Aires 1967
Les 23e Championnats d'Amérique du Sud d'athlétisme ont eu lieu à Rio de Janeiro, au Brésil.

## Résultats

### Épreuves masculines
| Épreuve | Or                         | Or                 | Argent                       | Argent          | Bronze                          | Bronze          |
| --- | -------------------------- | ------------------ | ---------------------------- | --------------- | ------------------------------- | --------------- |
| 100 mètres | Iván Moreno Chili          | 10 s 4             | Héctor Thomas Venezuela      | 10 s 5          | Manuel Planchart Venezuela      | 10 s 7          |
| 200 mètres | Carlos Baron Chili         | 21 s 6             | Hortensio Fucil Venezuela    | 21 s 6          | Iván Moreno Chili               | 21 s 9          |
| 400 mètres | Víctor Maldonado Venezuela | 47 s 5             | Pedro Grajales Colombie      | 47 s 5          | Andrés Calonge Argentine        | 48 s 4          |
| 800 mètres | Leslie Mentor Venezuela    | 1 min 54 s 5       | Jorge Grosser Chili          | 1 min 55 s 1    | José Azevedo Brésil             | 1 min 55 s 3    |
| 1 500 mètres | Tharso de Andrade Brésil   | 3 min 53 s 9       | Albertino Etchechury Uruguay | 3 min 54 s 1    | Domingo Amaisón Argentine       | 3 min 54 s 5    |
| 5 000 mètres | Domingo Amaisón Argentine  | 14 min 46 s 5      | Mario Cutropia Argentine     | 14 min 49 s 9   | Ricardo Vidal Chili             | 14 min 53 s 8   |
| 10 000 mètres | Mario Cutropia Argentine   | 31 min 39 s 1      | Domingo Amaisón Argentine    | 32 min 01 s 0   | Ricardo Vidal Chili             | 32 min 11 s 0   |
| Marathon | Ricardo Vidal Chili        | 2 h 38 min 15 s CR | Dorival Silva Brésil         | 2 h 38 min 23 s | Domingo Amaisón Argentine       | 2 h 40 min 13 s |
| 3 000 mètres steeple | Domingo Amaisón Argentine  | 9 min 03 s 0 CR    | Albertino Etchechury Uruguay | 9 min 07 s 5    | Sebastião Mendes Brésil         | 9 min 22 s 2    |
| 110 mètres haies | Carlos Mossa Brésil        | 15 s 2             | Guillermo Vallanía Argentine | 15 s 3          | Hernando Arrechea Colombie      | 15 s 7          |
| 400 mètres haies | Víctor Maldonado Venezuela | 51 s 5             | Juan Carlos Dyrzka Argentine | 52 s 0          | José Cavero Pérou               | 52 s 5          |
| Saut en hauteur | Eleuterio Fassi Argentine  | 1,97 m             | Roberto Abugattás Pérou      | 1,97 m          | Carlos Colchado Pérou           | 1,91 m          |
| Saut à la perche | Erico Barney Argentine     | 4,25 m CR          | Parmenio Restrepo Colombie   | 3,95 m          | Maurício de Souza Brésil        | 3,90 m          |
| Saut en longueur | Iván Moreno Chili          | 7,29 m             | Héctor Thomas Venezuela      | 7,24 m          | José Telles da Conceição Brésil | 7,06 m          |
| Triple saut | Nelson Prudêncio Brésil    | 14,96 m            | Mário Gomes Brésil           | 14,87 m         | Juan Ivanovic Chili             | 14,53 m         |
| Lancer de poids | José Jacques Brésil        | 15,61 m            | Luis Di Cursi Argentine      | 15,29 m         | Mario Peretti Argentine         | 15,00 m         |
| Lancer de disque | João Alexandre Brésil      | 48,25 m            | Dieter Gevert Chili          | 48,15 m         | Dagoberto González Colombie     | 48,04 m         |
| Lancer de marteau | Roberto Chapchap Brésil    | 56,62 m CR         | José Vallejo Argentine       | 54,94 m         | Marcelino Borrero Colombie      | 51,46 m         |
| Lancer de javelot | Ian Barney Argentine       | 66,43 m            | Patricio Etcheverry Chili    | 64,45 m         | Jesús Rodríguez Venezuela       | 64,28 m         |
| Décathlon | Héctor Thomas Venezuela    | 6 555 pts          | Roberto Caravaca Venezuela   | 6 028 pts       | Renato Renk Brésil              | 5 486 pts       |
| Relais 4 × 100 mètres | Brésil                     | 41 s 2             | Venezuela                    | 41 s 3          | Colombie                        | 41 s 6          |
| Relais 4 × 400 mètres | Venezuela                  | 3 min 14 s 5       | Brésil                       | 3 min 15 s 9    | Argentine                       | 3 min 17 s 3    |
| Records et Performances - AR : Record continental (area record) - CR : Record des championnats (championship record) - MR : Record du meeting (meet record) - NR : Record national (national record) - OR : Record olympique (olympic record) - PR : Record paralympique (paralympic record) - PB : Record personnel (personal best) - SB : Meilleure performance personnelle de la saison (season's best) - WL : Meilleure performance mondiale de l'année (world leader) - WJR : Record du monde junior (world junior record) - WR : Record du monde (world record) Circonstances et Conditions - DNF : N'a pas terminé (did not finish) - DNS : N'a pas pris le départ (did not start) - DQ : Disqualification (disqualification) - NM : Aucun essai valable enregistré (No Mark) - Q : Qualifié « directement » au prochain tour (ou à la prochaine compétition), lors d'une compétition majeure, grâce au classement ou à la réalisation des minima (automatic qualifier) - q : Qualifié au prochain tour (ou à la prochaine compétition), lors d'une compétition majeure, grâce au repêchage ou à la réalisation de l'une des meilleures performances parmi celles des « non qualifiés directement » (grâce au meilleur temps ou à la meilleure distance par exemple) (secondary qualifier) |                            |                    |                              |                 |                                 |                 |

### Épreuves féminines
| Épreuve | Or                                                            | Or         | Argent                                                               | Argent  | Bronze                                                                  | Bronze  |
| --- | ------------------------------------------------------------- | ---------- | -------------------------------------------------------------------- | ------- | ----------------------------------------------------------------------- | ------- |
| 100 mètres | Marta Buongiorno Argentine                                    | 12.2       | Erica da Silva Brésil                                                | 12.4    | Emilia Dyrzka Argentine                                                 | 12.5    |
| 200 mètres | Marta Buongiorno Argentine                                    | 25 s 3     | Erica da Silva Brésil                                                | 25 s 6  | Ada Brener Argentine                                                    | 25 s 7  |
| 80 mètres haies | Emilia Dyrzka Argentine                                       | 11 s 6     | Carlota Ulloa Chili                                                  | 12 s 0  | Marisol Massot Chili                                                    | 12 s 1  |
| Saut en hauteur | Maria da Conceição Brésil                                     | 1,69 m CR  | Aída dos Santos Brésil                                               | 1,66 m  | Irenice Rodrigues Brésil                                                | 1,51 m  |
| Saut en longueur | Carlota Ulloa Chili                                           | 5,53 m     | Alicia Kaufmanas Argentine                                           | 5,38 m  | Edir Ribeiro Brésil                                                     | 5,28 m  |
| Lancer de poids | Norma Suárez Argentine                                        | 12,93 m CR | Miriam Yutronic Chili                                                | 12,38 m | Eliana Bahamondes Chili                                                 | 12,25 m |
| Lancer de disque | Miriam Yutronic Chili                                         | 45,33 m    | Odete Domingos Brésil                                                | 39,92 m | Isolina Vergara Colombie                                                | 39,73 m |
| Lancer de javelot | Kiyomi Nakagawa Brésil                                        | 41,51 m    | Delia Vera Pérou                                                     | 40,76 m | Rosa Molina Chili                                                       | 40,23 m |
| Relais 4 × 100 mètres | Brésil Edir Ribeiro Ferraz Leontina dos Santos Erica da Silva | 47 s 7     | Argentine Alicia Kaufmanas Emilia Dyrzka Ada Brener Marta Buongiorno | 47 s 9  | Chili Nelly Orellana Maria Christina Ducci Carlota Ulloa Marisol Massot | 49 s 0  |
| Records et Performances - AR : Record continental (area record) - CR : Record des championnats (championship record) - MR : Record du meeting (meet record) - NR : Record national (national record) - OR : Record olympique (olympic record) - PR : Record paralympique (paralympic record) - PB : Record personnel (personal best) - SB : Meilleure performance personnelle de la saison (season's best) - WL : Meilleure performance mondiale de l'année (world leader) - WJR : Record du monde junior (world junior record) - WR : Record du monde (world record) Circonstances et Conditions - DNF : N'a pas terminé (did not finish) - DNS : N'a pas pris le départ (did not start) - DQ : Disqualification (disqualification) - NM : Aucun essai valable enregistré (No Mark) - Q : Qualifié « directement » au prochain tour (ou à la prochaine compétition), lors d'une compétition majeure, grâce au classement ou à la réalisation des minima (automatic qualifier) - q : Qualifié au prochain tour (ou à la prochaine compétition), lors d'une compétition majeure, grâce au repêchage ou à la réalisation de l'une des meilleures performances parmi celles des « non qualifiés directement » (grâce au meilleur temps ou à la meilleure distance par exemple) (secondary qualifier) |                                                               |            |                                                                      |         |                                                                         |         |

## Tableau des médailles
| Rang | Nation    | Or | Argent | Bronze | Total |
| ---- | --------- | -- | ------ | ------ | ----- |
| 1    | Argentine | 10 | 8      | 7      | 25    |
| 2    | Brésil    | 10 | 7      | 7      | 24    |
| 3    | Chili     | 6  | 5      | 8      | 19    |
| 4    | Venezuela | 5  | 5      | 2      | 12    |
| 5    | Colombie  | 0  | 2      | 5      | 7     |
| 6    | Pérou     | 0  | 2      | 2      | 4     |
| 7    | Uruguay   | 0  | 2      | 0      | 2     |